# Васильевка (река, впадает в Камское водохранилище)
Васильевка — река в России, протекает по Пермскому краю. Начинается на восточной окраине г. Перми. Устье реки находится в 7 км по левому берегу Чусовского залива Камского водохранилища (река впадает в него у пос. Голованово, микрорайон Бумкомбинат).

## Гидрография
Длина реки составляет 19 км. В реку впадает 25 притоков длиной менее 10 км. Протекает по холмистой местности.
Весеннее половодье начинается в апреле и продолжается в среднем 20 дней, максимальный уровень воды фиксируется в конце апреля. В тёплый период года во время обильных осадков наблюдаются дождевые паводки, приводящие к заметному подъёму уровня воды.

## Данные водного реестра
По данным государственного водного реестра России относится к Камскому бассейновому округу, водохозяйственный участок реки — Кама от города Березники до Камского гидроузла, без реки Косьва (от истока до Широковского гидроузла), Чусовая и Сылва, речной подбассейн реки — бассейны притоков Камы до впадения Белой. Речной бассейн реки — Кама.
Код объекта в государственном водном реестре — 10010100912111100013933.